# Nelson (Comicstrip)

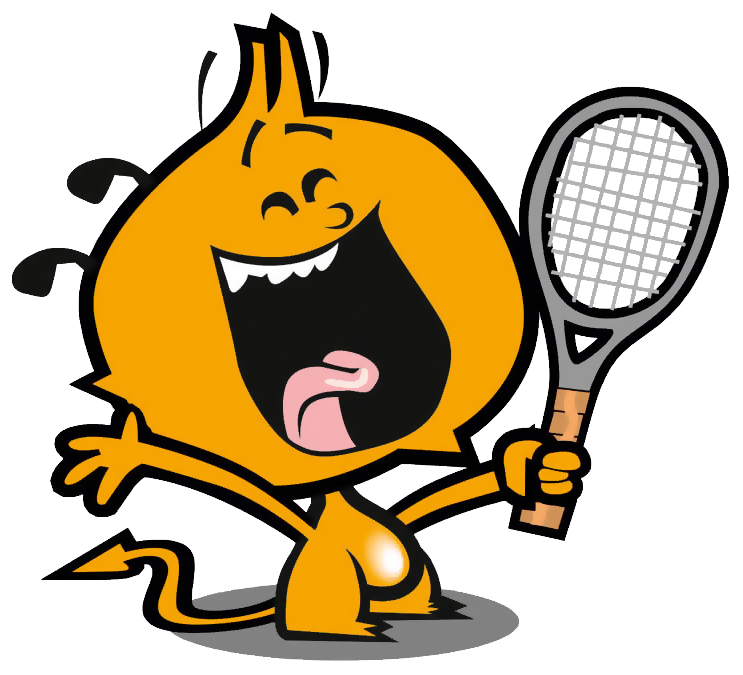
Nelson

Nelson ist ein erstmals 2001 erschienener Comicstrip von Christophe Bertschy: Die junge Büroangestellte Julie erregt mit einer Kleinigkeit die Aufmerksamkeit der Hölle. Diese teilt ihr daraufhin den kleinen Teufel Nelson als ständigen Begleiter zu.

## Inhalt
Wegen einer gestohlenen Rolle Toilettenpapier oder eines nicht weitergeleiteten Kettenmails sendet die Hölle der jungen Büroangestellten Julie das Teufelchen Nelson. Dies ist ein boshafter, tollpatschiger kindlicher Kobold (diablotin). Einige weitere Figuren sind die Bürokollegen und Familienangehörigen Julies, ihr dümmlicher Labradorhund Floyd und dessen Hundefreunde, der kleine Liebesengel Stupidon (ein Wortspiel mit „Cupidon“), sowie der Teufel als Nelsons Chef. Neben Julie ist besonders Floyd von den Attacken Nelsons betroffen.

## Geschichte und Hintergrund
Der Strip erschien erstmals ab Beginn 2001 in der Schweizer Boulevardzeitung Le Matin. Ursprünglich in zweifarbiger Gestaltung (schwarz/orange) und an ein erwachsenes Publikum gerichtet, erscheint er ab 2004 auch im belgischen Comicmagazin Spirou und in Albenform in der Éditions Dupuis. Dafür wurden die Strips nachträglich koloriert. Neben dem französischen Original gibt es auch Übersetzungen in Englisch, Niederländisch und Dänisch. Dupuis veröffentlichte 2009 vier französischsprachige Ausgaben in der ursprünglichen zweifarbigen Gestaltung. Diese Bände erschienen im Querformat (a l’italienne).
Bertschy nennt als Inspiration Comicstrips aus dem englischsprachigen Raum wie Calvin und Hobbes von Bill Watterson, Dilbert von Scott Adams oder Mutts von Patrick McDonnell. Ihm schwebte ein kleiner, unerträglicher Charakter vor, in dessen Schwächen und Unzulänglichkeiten sich die Leser dennoch wiedererkennen sollten. Dieser Charakter sollte weder eine Katze, noch ein Hund sein, da beide in dieser Kategorie sehr häufig sind. Die Figur eines kleinen Teufels oder Kobolds habe sich so ganz natürlich ergeben. Er schlug den Strip erst für die Sammlung „Humour Libre“ des Dupuis-Verlags vor, der sich allerdings für eine Veröffentlichung im Spirou-Magazin entschied, da dieser für die gesamte Leserschaft, und damit auch für Kinder, geeignet sei. Bertschy meint dazu, letzteres komme wohl davon, da Nelson eben den ganzen Unfug begehe, von dem Kinder träumen.
Die Strips erstellt Bertschy mithilfe eines Vektorgrafikprogramms, für sechs Comics pro Woche benötigt er nach eigenen Angaben zwei bis drei Tage.

## Alben bei Éditions Dupuis

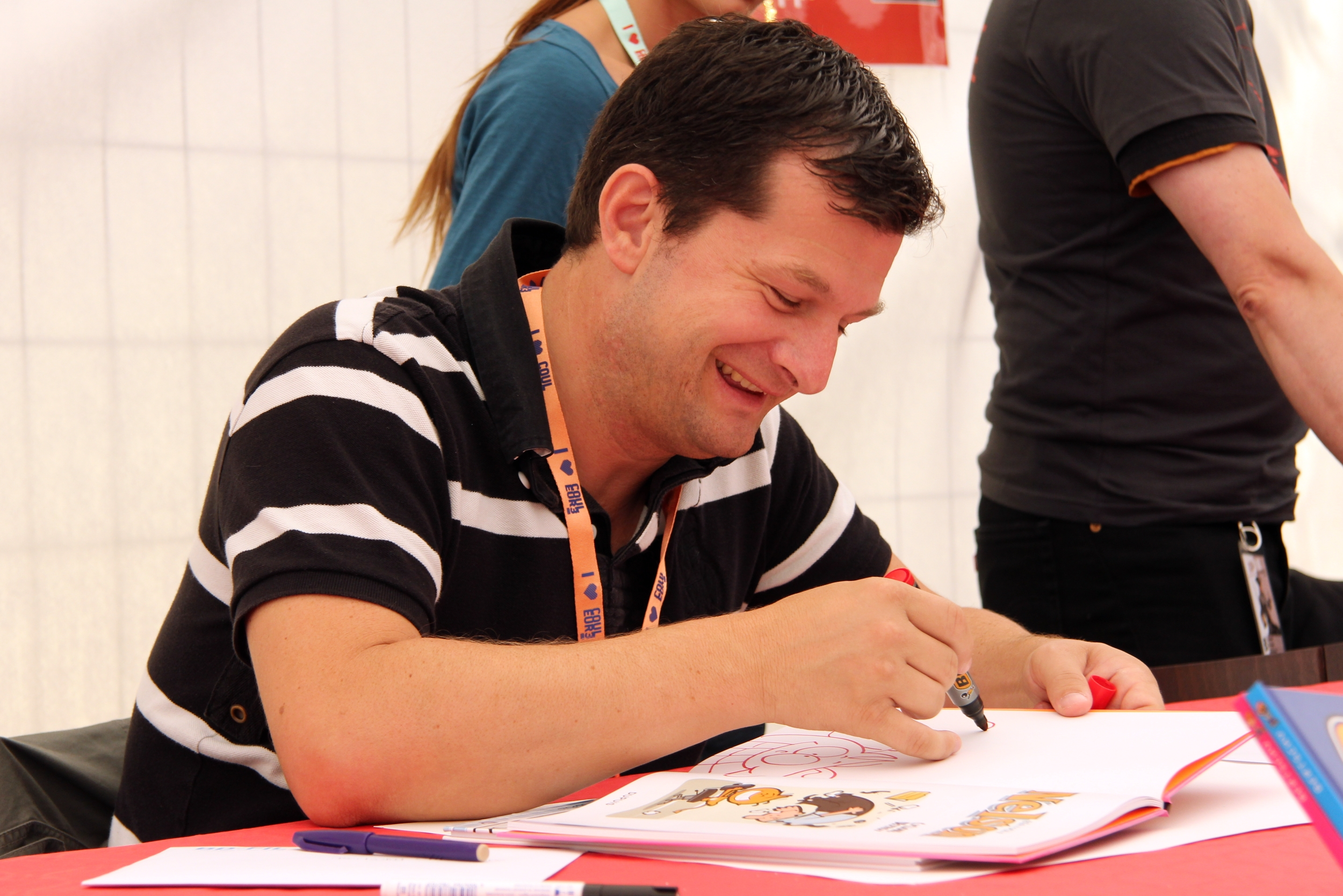
Der Autor signiert das Album Cyclone destroy (Festival de bande dessinée Lausanne 2013)

(normales Format)
- Diablotin à domicile (2004)
- Catastrophe naturelle (2004)
- Calamité à plein temps (2005)
- Démon de midi (2006)
- Super casse-pieds (2006)
- Crapule King Size (2007)
- Tête à claques (2008)
- Né pour nuire (2009)
- Fainéant génétique (2010)
- Cyclone destroy (2011)
- Fléau sans frontière (2011)
- Forcément coupable (2012)
- Mini cataclysme (2013)
- Définitivement nuisible (2014)
- Exécrable par nature (2015)
- Déplorable surprise (2016)
- Cancre intergalactique (2017)
- Crétin des Alpes (2018)
- Petit sinistre (2018)
- Prince des desserts (2019)
- Dispensable andouille (2019)
- Super furax (2020)
- Totalement ingérable (2021)
- Poil à gratter au paprika (2022)
- Mauvaise graine (2023)
- Signature diabolique (2024)
- Merguez orbitale (2025)

### Format a l’italienne
- Saison complète – 1, April 2009
- Saison complète – 2, April 2009
- Saison complète – 3, September 2009
- Saison complète – 4, September 2009